# Marie-Antoinette Rivière
Marie-Antoinette Rivière, aussi connue sous le pseudonyme d’Antoinette de Beaucaire, née le 21 janvier 1840 à Nîmes et morte le 27 janvier 1865 à Beaucaire, est une félibresse et poétesse écrivant en langue d'oc.

## Biographie
Marie-Antoinette Rivière, félibresse du lierre -félibresse de l'Éurre- sous le nom d'Antounieto de Bèu-Caire (Antoinette de Beaucaire), a durant sa courte vie écrit vingt-cinq poèmes. Certains ont été publiés dans l'Armana prouvençau (1865) ; avec les dates de la rédaction des manuscrits : Perqué ? Bèu-Caire, 15 de setèmbre 1864 ; Lis ieu de l'enfant Jésu : 20 de setèmbre 1864 ; Moun Iroundello mai 1864.
Fiancée à Gustave Germain, lorsqu'elle apprend que celui-ci s'orientera vers la prêtrise, elle est inconsolable, elle s'affaiblit et meurt d'une fluxion de poitrine. Lorsqu'on annonça à Antoinette le départ de Gustave pour le Séminaire de Nîmes, elle en fut désespérée : — Non, non, disait-elle, il n'y restera pas il sait ce qu'il m'a promis il sait combien je l'aime, et je sais combien il m'aime !. Louis Roumieux ayant recueilli les poèmes d’Antoinette se chargera de les faire éditer.

## Œuvre et hommage
- Dans l'Armana prouvençau, sur Gallica
  - Perqué ? [2]
  - Lis ieu de l'enfant Jésu [2]
  - Moun Iroundello [2]
- Li Belugo d'Antounieto de Bèu-Caire, emè la Courouno trenado per li Felibre Aubanel, 1865  (Les Bluettes, ou mieux Les Étincelles d'Antoinette de Beaucaire, avec la couronne tressée par les Félibres)

Un portrait de la jeune disparue ouvre le recueil, suivi de l'émouvant témoignage de Louis Roumieux sur les derniers jours de la jeune fille. Les poèmes de la félibresse suivent ; et en fin de volume, c'est sous forme de tombeau poétique que ses amis félibres lui rendent hommage, sous le titre lou Doù d'Antounieio (le Deuil d'Antoinette). À la fin, on trouve les partitions de plusieurs de ses poésies, par J.-B. Laurens et autres artistes.
- Li Belugo d'Antounieto de Bèu-Caire, emè la Courouno trenado per li Felibre [3]

- Antoinette de Beaucaire Poésies provençales[4] ; ce document présente l'intégralité du recueil sauf les partitions musicales ; un avant-propos sur Reine Garde, Marie-Azalaïs Martin et Rose-Anaïs Gras peut être consulté. À partir de la page 12, le recueil est précédé d'éléments biographiques : vie d'Antoinette de Beaucaire, son entrée dans le félibrige ; Roumieux et la publication de l'œuvre. Les poèmes sont suivis de la correspondance échangée, en particulier entre Frédéric Mistral et Louis Roumieux concernant l'édition du recueil.
- Li Belugo : d'Antounieto de Bèu-Caire avec une introduction d'Yvonne Pauplin Aix-en-Provence Impr. Paul Roubaud, 1965